# Heqaib III
Heqaib (III) fue un gobernador local del Antiguo Egipto hacia 1850 a. C., a finales de la XII Dinastía (Reino Medio). Ostentaba los títulos de nomarca y supervisor de los sacerdotes de Jnum, señor de las cataratas.
| HqA | q · ib |

| HqA | q · ib |

## Biografía
Heqaib era hijo de una mujer llamada Sattyeni y hermano de Amenyseneb, que le sucedió en el cargo de gobernador local. Sattyeni era hija de un anterior nomarca de Elefantina, Sarenput II.
Heqaib es conocido principalmente por una estatua que dedicó al santuario local de su lejano predecesor Heqaib (divinizado después de morir) en Elefantina. La estatua lo muestra arrodillado con una vasija en cada mano. Su tumba fue descubierta en 2014 en Qubbet el-Hawa, con un ataúd pintado y restos de una máscara funeraria.
Fue enterrado en el complejo funerario QH33, que comenzó a construir, pero que lo finalizaría su hermano y sucesor Amenyseneb. Allí se ha encontrado un cuenco de cerámica con la inscripción: 'La hija del gobernador, Sattjeni', que encaja con Sattyeni V, casada con el gobernador local Heqaiq II y que tuvo dos hijos gobernadores, los citados Heqaib III y Amenyseneb.